# Torneo Rio-San Paolo 1955
Il Torneo Rio-San Paolo 1955 (ufficialmente in portoghese Torneio Rio-São Paulo de 1955) è stato l'8ª edizione del Torneo Rio-San Paolo.

## Formula
Le 10 squadre partecipanti si affrontano in partite di sola andata. Vince il torneo la squadra che totalizza più punti.

## Partecipanti
| Squadra       | Città          | Stato          |
| ------------- | -------------- | -------------- |
| America-RJ    | Rio de Janeiro | Rio de Janeiro |
| Botafogo      | Rio de Janeiro | Rio de Janeiro |
| Corinthians   | San Paolo      | San Paolo      |
| Flamengo      | Rio de Janeiro | Rio de Janeiro |
| Fluminense    | Rio de Janeiro | Rio de Janeiro |
| Palmeiras     | San Paolo      | San Paolo      |
| Portuguesa    | San Paolo      | San Paolo      |
| San Paolo     | San Paolo      | San Paolo      |
| Santos        | Santos         | San Paolo      |
| Vasco da Gama | Rio de Janeiro | Rio de Janeiro |

## Risultati
| Casa/Trasferta | AME  | BOT | COR | FLA | FLU | PAL | POR | SPA | SAN | VAS |
| -------------- | ---- | --- | --- | --- | --- | --- | --- | --- | --- | --- |
| America-RJ     |      | 3-1 |     | 2-1 | 3-2 |     | 2-4 |     |     | 1-1 |
| Botafogo       |      |     |     | 0-0 | 1-1 | 3-2 |     | 1-1 |     | 2-1 |
| Corinthians    | 1-1  | 0-1 |     |     |     |     | 5-5 |     | 2-1 | 5-5 |
| Flamengo       |      |     | 2-0 |     |     |     | 1-1 |     | 5-1 | 2-1 |
| Fluminense     |      |     | 2-1 | 3-1 |     | 2-5 |     |     |     |     |
| Palmeiras      | 10-3 |     | 2-1 | 4-1 |     |     |     | 1-0 | 4-4 | 2-0 |
| Portuguesa     |      | 1-3 |     |     | 3-1 | 5-2 |     | 2-0 | 5-1 |     |
| San Paolo      | 1-1  |     | 4-3 | 2-3 | 1-2 |     |     |     |     |     |
| Santos         | 3-2  | 3-0 |     |     | 2-1 |     |     | 2-0 |     |     |
| Vasco da Gama  |      |     |     |     | 4-1 |     | 0-0 | 1-2 | 2-0 |     |

## Classifica
| Pos. | Squadra       | Pt | G | V | N | P | GF | GS | DR  |
| ---- | ------------- | -- | - | - | - | - | -- | -- | --- |
| 1.   | Portuguesa    | 13 | 9 | 5 | 3 | 1 | 26 | 15 | +11 |
| 1.   | Palmeiras     | 13 | 9 | 6 | 1 | 2 | 32 | 19 | +13 |
| 3.   | Botafogo      | 11 | 9 | 4 | 3 | 2 | 12 | 12 | 0   |
| 4.   | Flamengo      | 10 | 9 | 4 | 2 | 3 | 16 | 14 | +2  |
| 5.   | Santos        | 9  | 9 | 4 | 1 | 4 | 17 | 21 | -4  |
| 5.   | America-RJ    | 9  | 9 | 3 | 3 | 3 | 18 | 24 | -6  |
| 7.   | Vasco da Gama | 7  | 9 | 2 | 3 | 4 | 15 | 15 | 0   |
| 7.   | Fluminense    | 7  | 9 | 3 | 1 | 5 | 15 | 21 | -6  |
| 9.   | San Paolo     | 6  | 9 | 2 | 2 | 5 | 11 | 16 | -5  |
| 10.  | Corinthians   | 5  | 9 | 1 | 3 | 5 | 18 | 23 | -5  |

## Finale

### Andata
| Arbitro: | Vianna |

| |            | |
| Renatinho 39’ Ivan 60’ | Marcatori  | 41’ Edmur 65’ Aírton |
| · Laércio P · Manoelito D · Waldir D · Mário D · Belmiro C · Valdemar Carabina C · Gérsio C · Renatinho A · Humberto A · Ney A · Liminha A · Ivan A · Rodrigues A | Formazioni | · P Cabeção · D Nena · D Floriano · C Djalma Santos · C Brandãozinho · C Zinho · A Edmur · A Ipojucan · A Aírton · A Átis · A Roberto Ortega · A Zé Amaro |
| Cláudio Cardoso | Allenatori | Délio Neves |

### Ritorno
| Arbitro: | Vianna |

| |            | |
| Julinho 36’ Ipojucan 63’                                                                                                  | Marcatori  | |
| Cabeção P Nena D Floriano D Djalma Santos C Brandãozinho C Zinho C Julinho A Ipojucan A Aírton A Edmur A Roberto Ortega A | Formazioni | P Laércio D Manoelito D Mário C Belmiro C Valdemar Carabina C Gérsio A Renatinho A Humberto A Ney A Ivan A Rodrigues |
| Délio Neves | Allenatori | Cláudio Cardoso |

## Classifica marcatori
| Gol |  |  | Giocatore     | Squadra       |
| --- |  |  | ------------- | ------------- |
| 11  |  |  | Edmur         | Portuguesa    |
| 9   |  |  | Humberto      | Palmeiras     |
| 9   |  |  | Rodrigues     | Palmeiras     |
| 7   |  |  | Dino da Costa | Botafogo      |
| 7   |  |  | Washington    | America-RJ    |
| 6   |  |  | Julinho       | Portuguesa    |
| 6   |  |  | Ney           | Palmeiras     |
| 5   |  |  | Aírton        | Portuguesa    |
| 5   |  |  | Baltazar      | Corinthians   |
| 5   |  |  | Evaristo      | Flamengo      |
| 4   |  |  | Ademir        | Vasco da Gama |
| 4   |  |  | Cláudio       | Corinthians   |
| 4   |  |  | Liminha       | Palmeiras     |
| 4   |  |  | Paraíba       | San Paolo     |
| 4   |  |  | Vasconcelos   | Santos        |
| 4   |  |  | Vavá          | Vasco da Gama |